# Baldwin (contea di Lake, Michigan)
Baldwin è un villaggio degli Stati Uniti d'America, situato nello Stato del Michigan, nella contea di Lake, della quale è il capoluogo.